# Филарет (Вафидис)
Митрополит Филарет (греч. Μητροπολίτης Φιλάρετος, в миру Хри́стос Вафи́дис, греч. Χρήστος Βαφείδης; 1850, Константинополь, Османская империя — 11 октября 1933, Салоники, Греция) — епископ Константинопольской православной церкви; митрополит Ираклийский.
Брат митрополита Дидимотихского Константина (Вафидиса).

## Биография
Родился в 1850 году в Константинополе, в Османской империи, в греческой семье Иоанна и Фомаиды Вафидисов, переехавших в столицу из города Саранта Еклисис.
Во время учёбы в Богословской школе на острове Халки был рукоположен во диакона с наречением имени Филарет.
В 1871 году окончил Халкинскую богословскую школу со степенью доктора богословия за сочинение «Περί του κύρους των πατέρων της Εκκλησίας και των συγγραμμάτων αυτών».
14 мая 1888 года был рукоположен в сан епископа и возведён в достоинство митрополита Трапезундского.
10 октября 1889 года назначен управляющим Касторийской митрополией.
На этой должности конфликтовал с представителями Болгарского экзархата, который Константинопольская патриархия рассматривал как раскол. Деятель болгарского просвещения священник Тырпо Поповский даёт ему крайне негативную характеристику: «По характеру — непредусмотрительный, озлобленный до крайности, мстительный и в полном смысле фанарский тиран со степенью доктора истории. Ещё в начале его работы как Костурский владыка развил свою энергию и скроил план, согласно его немецкой истории, ассимилировать костурское чисто болгарское население». По видимому столь негативный отзыв следует воспринимать в контексте тогдашнего греко-болгарского противостояния.
С 8 мая 1899 года стал митрополитом Дидимотихским
21 февраля 1928 года был назначен управляющим Ираклийской митрополией.
В июне 1930 году председательсвовал на Всеправославном собрании в стенах монастыря Ватопед.
Скончался 11 октября 1933 года в Салониках, в Греции.